# Grijsnekmierpitta
De grijsnekmierpitta (Grallaria griseonucha) is een zangvogel uit de familie Grallariidae (mierpitta's).

## Verspreiding en leefgebied
Deze soort is endemisch in Venezuela en telt twee ondersoorten:
- G. g. tachirae: westelijk Venezuela.
- G. g. griseonucha: noordwestelijk Venezuela.

## Status
De grootte van de populatie is niet gekwantificeerd maar de soort wordt omschreven als vrij algemeen. Op de Rode lijst van de IUCN heeft deze soort de status niet bedreigd.